# Langues fali
Pour les articles homonymes, voir Fali.
Les langues fali constituent un ensemble de langues parlées dans le nord du Cameroun, à l'intérieur du triangle Garoua-Guidar-Dourbey, où vivent les populations Fali. 

## Langues
Le fali du Nord est une langue en danger (statut 6b) dont le nombre de locuteurs s'élevait à 16 000 en 1982. On le parle dans la région du Nord, le département du Mayo-Louti, la commune de Mayo-Oulo, notamment autour de Dourbey.
Le fali du Sud se développe (statut 5), avec un nombre de locuteurs de 20 000 en 1982. On le parle dans la région du Nord, le département de la Bénoué, au nord-est de Garoua, dans la commune de Pitoa, au sud de Dembo, autour des villages de  Hosséré Bapara, Tcholaram, Hosséré Toro et Ndoudja. 

### Dialectes
La classification des dialectes fali selon Barreteau, Breton et Dieu (1984):
- Sous-groupe nord
  - fali-Dourbeye
  - fali-Bossoum
  - bvəri (bveri / fali du Peské-Bori)
- Sous-groupe sud
  - kaaŋg (kangou)
  - fali-Tinguelin
    - Ram
    - Ndoudja
    - Toro

  - fali-Bélé (fali du Bélé-Féré)

## Classification interne
Leur classification varie selon les auteurs, comme le montre le linguiste Étienne Sadembouo, de l'université de Yaoundé, dans un article publié en 1995. En 1963, Joseph Greenberg les incluait dans le groupe Adamawa-oriental, alors que selon Raymond Boyd (1974), elles ne devraient pas en faire partie. Après Jürgen et Hélène Ennulat (1971), Mary Annett et Anna Kohler (1975), Gary Sweetman (1981) conclut à l'existence de neuf variantes principales, réparties en deux groupes, Nord et Sud, formant une seule unité-langue. En revanche Dieu et Renaud (1983) en distinguent six. À l'issue de son étude, le professeur Sadembouo définit lui-même deux unités-langues fali, le fali-Nord et le fali-Sud.
Cette distinction est reprise par Ethnologue qui établit les caractéristiques de chacune.